# Convoluella brunea
Convoluella brunea är en plattmaskart som beskrevs av Faubel 1974. Convoluella brunea ingår i släktet Convoluella och familjen Antroposthiidae. Inga underarter finns listade i Catalogue of Life.